# Locomotiva Rocket
La locomotiva Rocket fu una tra le prime locomotive a vapore, con rodiggio 0-1-1, progettata e costruita da George e Robert Stephenson nel 1829.

## Storia

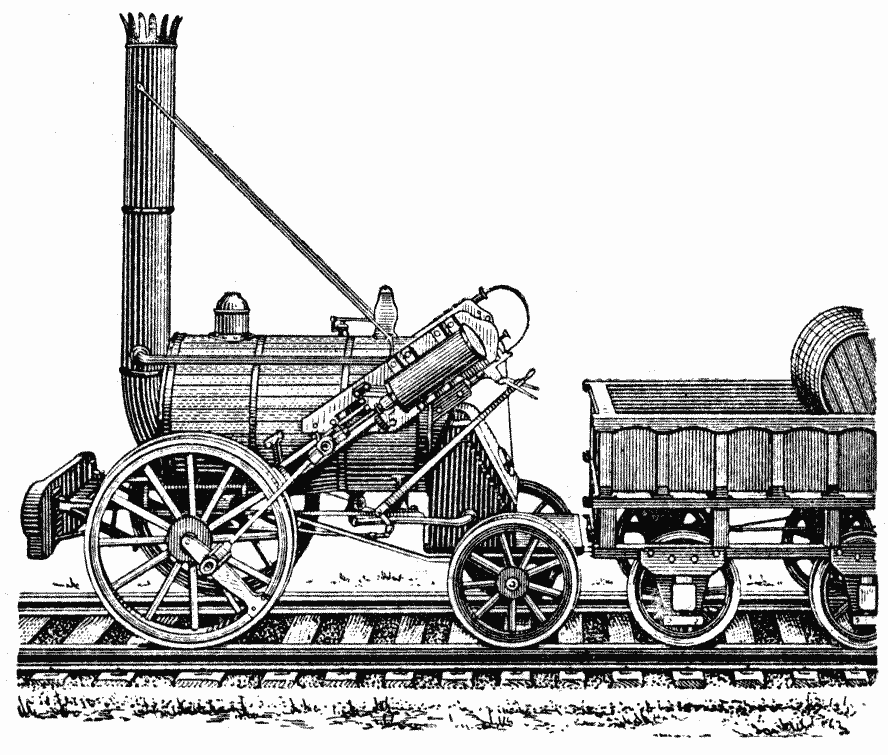
La locomotiva Rocket in una stampa d'epoca

Un malinteso comune è pensare che la Rocket sia stata la prima locomotiva a vapore in assoluto, quando Richard Trevithick, circa 25 anni prima, ne aveva fatto correre sui binari qualche prototipo, tra cui la Coalbrookdale, che non era però risultata economicamente competitiva. Anche Stephenson e il figlio, e numerosi altri ingegneri avevano già prodotto delle altre locomotive, sempre a vapore: la Rocket, infatti, più che una rivoluzione, fu un'evoluzione.
La sua fama deriva dal fatto che fu la prima locomotiva "moderna", con svariate innovazioni che furono usate su quasi tutte le locomotive a vapore che vennero costruite a partire da quel momento: addirittura si parla, per quel che riguarda questo progetto, di standard stephensoniano.
La Rocket usava la caldaia multitubolare ideata da Marc Seguin (che peraltro l'aveva sperimentata su macchine costruite dagli Stephenson stessi), che dava un trasferimento del calore molto più efficace ed efficiente tra i gas di combustione e l'acqua, mentre le precedenti caldaie erano formate da un unico tubo immerso nell'acqua. Utilizzava anche un blastpipe, ovvero scaricava il vapore uscito dai pistoni attraverso tubi orientati opportunamente, che creava un vuoto parziale e risucchiava aria (necessaria alla combustione) all'interno del forno. Il forno stesso era circondato dall'acqua e in comunicazione con la caldaia anche se non era ancora all'interno della stessa come già nelle successive Planet. Mancava ancora la camera a fumo, che fu aggiunta in seguito, come si può notare confrontando la stampa d'epoca con la foto della macchina conservata al museo delle Scienze di Londra.
Questo specifico esemplare venne progettato e costruito espressamente per la competizione nota come Rainhill Trials, una gara al cui vincitore sarebbe andato un premio di 500 sterline e l'appalto per la fornitura delle locomotive della ferrovia tra Liverpool e Manchester, nell'ottobre 1830. Tutti gli altri motori partecipanti patirono diverse avarie, quindi una classifica reale è un po' difficile da compilare; a ogni modo, la Rocket completò pienamente le richieste del concorso, che erano il completamento di una serie di corse per un totale di 90 km a pieno carico e con un soddisfacente consumo di carburante. I suoi progettisti avevano alle spalle già una cinquantina di altri esemplari simili, e si potevano quindi considerare i migliori esperti nel campo. Ed erano anche gli unici che avevano avuto la possibilità di testare adeguatamente la loro locomotiva, non patendo quindi le avarie delle avversarie.
La macchina è generalmente rappresentata con una vistosa livrea gialla con fumaiolo bianco, e quella fu la livrea che portò per la sola prova di Rainhill -il giallo era allora il colore associato alla velocità e il bianco del fumaiolo serviva a evidenziare la "pulizia" del veicolo- successivamente fu verniciata in verde, un colore molto più stabile del giallo, soprattutto quando esposto a calore. È poco noto che la macchina fu praticamente costruita solo per i Rainhill Trials e non prestò servizio nella Liverpool & Manchester se non come macchina per lavori. L'onore dell'inaugurazione toccò alla successiva Northumbrian, la prima a nascere con una caldaia moderna completa, che in quell'occasione causò il primo incidente ferroviario della storia delle ferrovie moderne, la morte di William Huskisson, parlamentare di Liverpool, che invece di rimanere a bordo durante le manovre, scese per andare a parlare col primo Duca di Wellington, all'epoca primo ministro.
Quando venne dismessa dal servizio, venne utilizzata dalla ferrovia privata di Lord Carlisle, e successivamente, nel 1862, donata al museo dei brevetti a Londra. È tuttora visibile, in una forma alquanto modificata rispetto a quella dei Rainhill Trials, al museo della scienza nella stessa città. I cilindri si trovano in una posizione orizzontale, mentre in origine erano inclinati, ed è ora dotata di un vero e proprio fumaiolo. Tali furono le modifiche nel motore da far dire a una rivista ingegneristica, nel 1884 circa, che le Rocket del 1829 e del 1830 erano totalmente differenti.

## Concorrenti
Le locomotive concorrenti che la Rocket batté nel Rainhill Trials furono:
- Locomotiva Novelty
- Locomotiva Sans Pareil
- Locomotiva Perseverance
- Locomotiva Cycloped